# The Brink - Sull'orlo dell'abisso
The Brink - Sull'orlo dell'abisso è un film documentario del 2019 diretto da Alison Klayman.
Docu-film statunitense incentrato sul giornalista e politico americano Steve Bannon, presentato il 30 gennaio 2019 al Sundance Film Festival. In Italia è uscito il 29 aprile 2019, con una distribuzione limitata, nelle sale cinematografiche.

## Trama
Il film ritrae il politico e giornalista Steve Bannon, lo stratega della campagna elettorale di Donald Trump che lo rese il 45º presidente degli Stati Uniti d'America. L'opera tratta la sua ascesa nel partito repubblicano americano, la sua estromissione dalla Casa Bianca avvenuta nell'estate del 2018 fino al suo progetto populista del 2019 di riunire le destre estreme europee e i partiti nazionalisti in un asse internazionale.

## Produzione

### Cast
- Steve Bannon: se stesso
- Louis Aliot: se stesso
- Sean Bannon: se stesso
- Patrick Caddell: se stesso
- Steve Cortes: se stesso

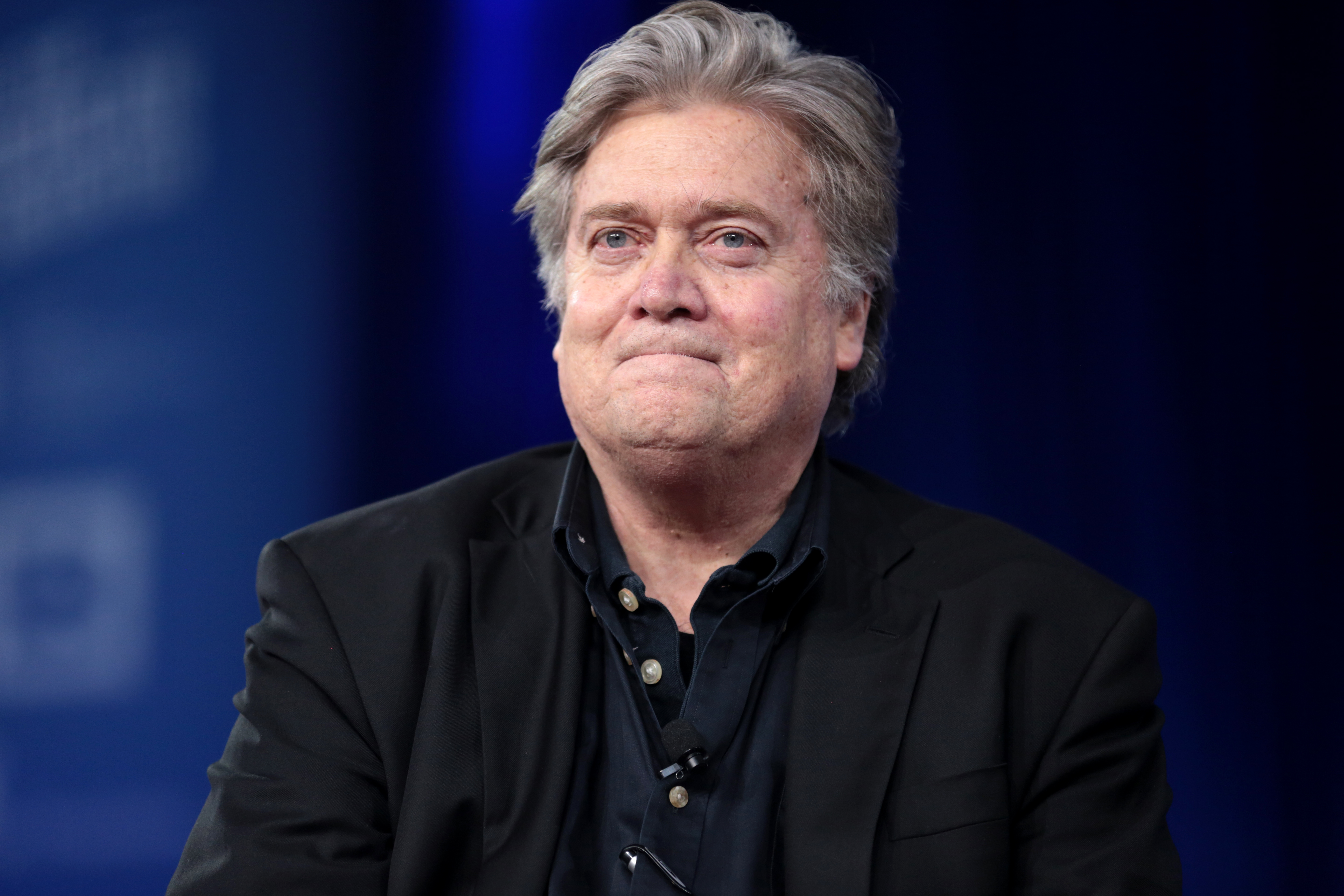
Steve Bannon nel 2017.

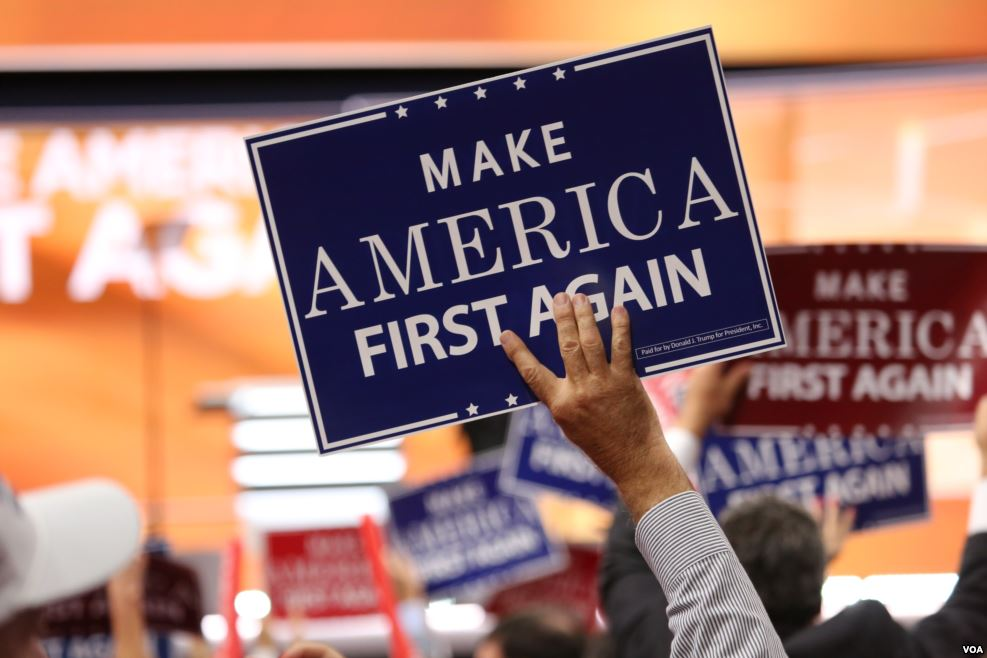
Cartello pro Trump durante la sua campagna elettorale.

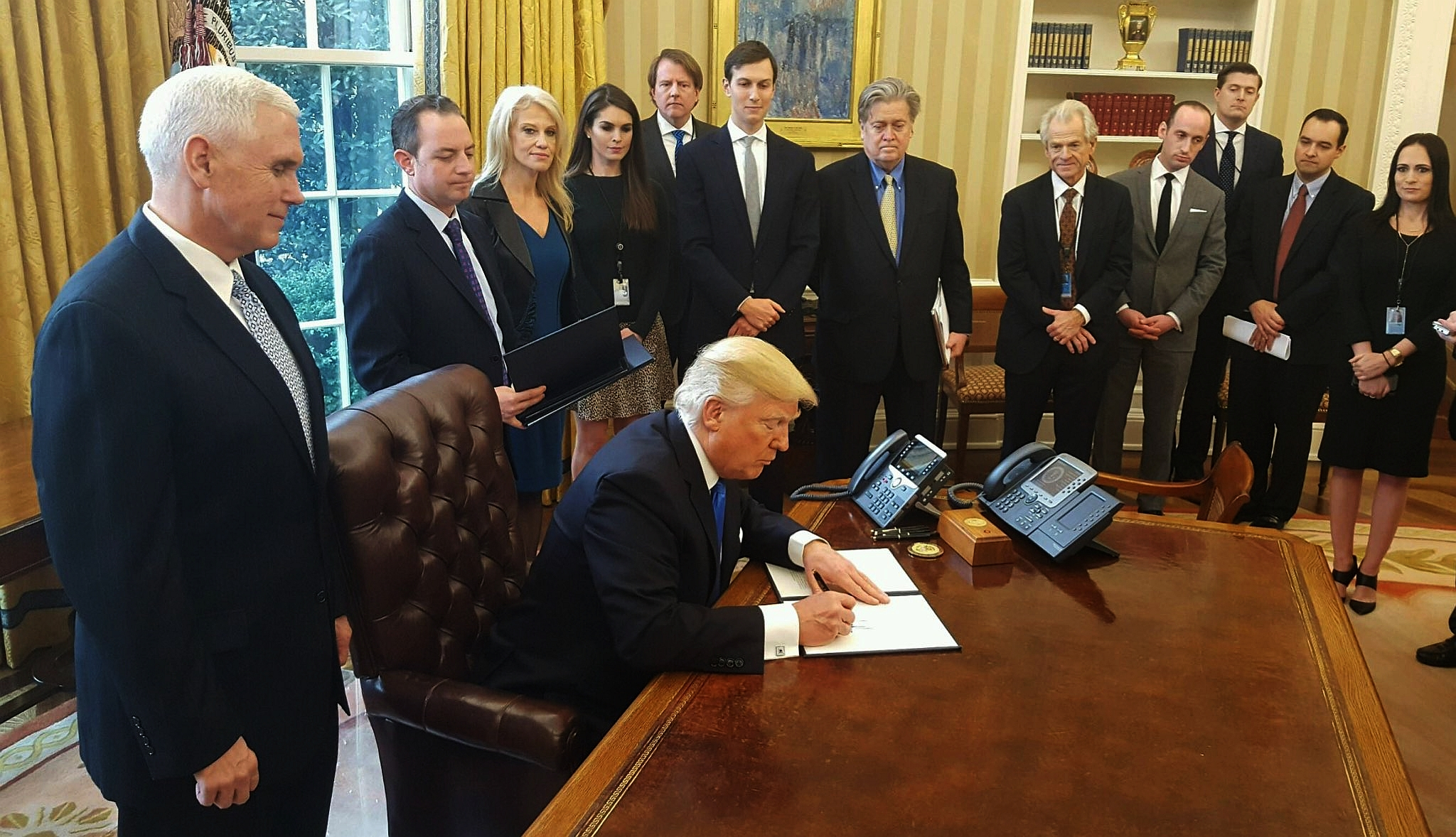
Bannon nel gabinetto di governo di Donald Trump.

- Sharice Davids: se stessa (materiale d'archivio)
- Yasmine Dehaene-Modrikamen: se stessa
- Filip Dewinter: se stesso
- Kent Ekeroth: se stesso
- Lena Epstein: se stessa
- Nigel Farage: se stesso
- Laure Ferrari: se stessa
- Daniel Fleuette: se stesso
- David Frum: se stesso
- Paul Gosar: se stesso
- Joshua Green: se stesso
- Deb Haaland: se stessa (materiale d'archivio)
- Christopher Hope: se stesso
- Jason Horowitz: se stesso
- John James: se stesso
- Dan Jukes: se stesso
- Anne Karni: se stessa
- Raheem Kassam: se stesso
- Paul Lewis: se stesso
- Ari Melber: se stesso
- Giorgia Meloni: se stessa
- Mischaël Modrikamen: se stesso
- Roy Moore: se stesso
- Sam Nunberg: se stesso
- Alexandria Ocasio-Cortez: se stessa (materiale d'archivio)
- Ilhan Omar: se stessa (materiale d'archivio)
- Ayanna Pressley: se stessa (materiale d'archivio)
- Erik Prince: se stesso
- Jérôme Rivière: se stesso
- Matteo Salvini: se stesso
- Christoph Scheuermann: se stesso
- Kevin Sullivan: se stesso
- Andy Surabian: se stesso
- John Thornton: se stesso
- Guo Wengui: se stesso
- Michael Wolff: se stesso

## Accoglienza

### Incassi
Il film ha ottenuto 106.057 dollari americani da una distribuzione limitata nelle sale cinematografiche.

### Critica
Sull'aggregatore di recensioni Rotten Tomatoes il film ha ottenuto un punteggio di approvazione dell'82% con un voto medio di 7.22/10. Metacritic ha assegnato al film un punteggio positivo del 69% basato su 22 critici.
David Fear per la rivista Rolling Stone ha scritto: "The Brink è lo sguardo penetrante e spesso snervante di Alison Klayman su una delle figure più controverse di recente memoria".
A.O. Scott sul New York Times ha scritto: "The Brink è un film che le persone che odiano Bannon possono amare ma questo non significa che lo stesso Bannon lo odierà".

## Riconoscimenti
- Cleveland International Film Festival 2019 
  - Candidatura nella categoria Miglior documentario.

- Docville 2019
  - Candidatura al Premio ConScience.

- Gasparilla International Film Festival 2019
  - Candidatura nella categoria Miglior documentario.